# Stenobothrus zubowskyi
Stenobothrus zubowskyi är en insektsart som beskrevs av Bolívar, I. 1899. Stenobothrus zubowskyi ingår i släktet Stenobothrus och familjen gräshoppor. Inga underarter finns listade i Catalogue of Life.